# Lutsu (Kõue)
Lutsu – wieś w Estonii, w prowincji Harju, w gminie Kõue.